# Refuge de la Pilatte
Das Refuge de la Pilatte ist eine ehemalige Schutzhütte der Sektion Isère des Club Alpin Français im Écrins-Massiv in den französischen Hochalpen. Sie liegt oberhalb des Weilers La Bérarde im Hochtal des Vénéon, der von den Bans herunterzieht. Politisch gehört sie zur Gemeinde Saint-Christophe-en-Oisans im Département Isère. 
Die Hütte musste 2001 geschlossen und aufgegeben werden, weil die Standfestigkeit der Gebäude aufgrund von Bodenbewegungen nicht mehr gegeben ist. Die Ursachen hängen mit dem Klimawechsel und dem damit verbundenen Rückgang des unterhalb gelegenen Pilattegletschers zusammen. Der Zutritt zu dem Plateau, auf dem die Hütte steht, wurde von den Behörden untersagt. Es gibt weder eine Notunterkunft noch einen Ersatzbau.
Von La Bérarde konnte die Unterkunft in rund 3 Stunden und 15 Minuten erreicht werden. Der Höhenunterschied beträgt 860 Meter, die Streckenlänge ungefähr 9,5 km.

## Gipfel und Übergänge
- Mont Gioberney

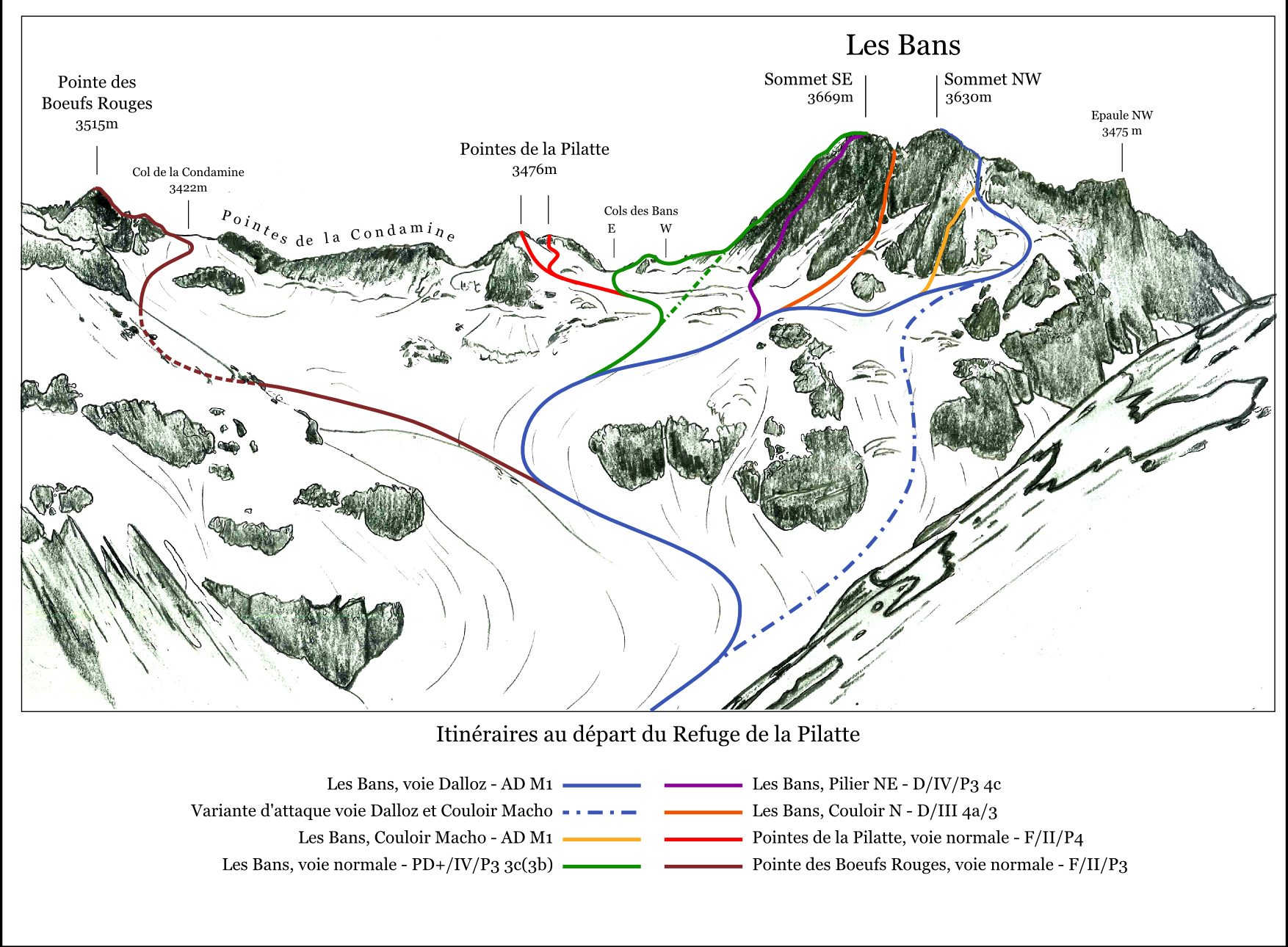
Bergsteigen ab Refuge de la Pilattee.
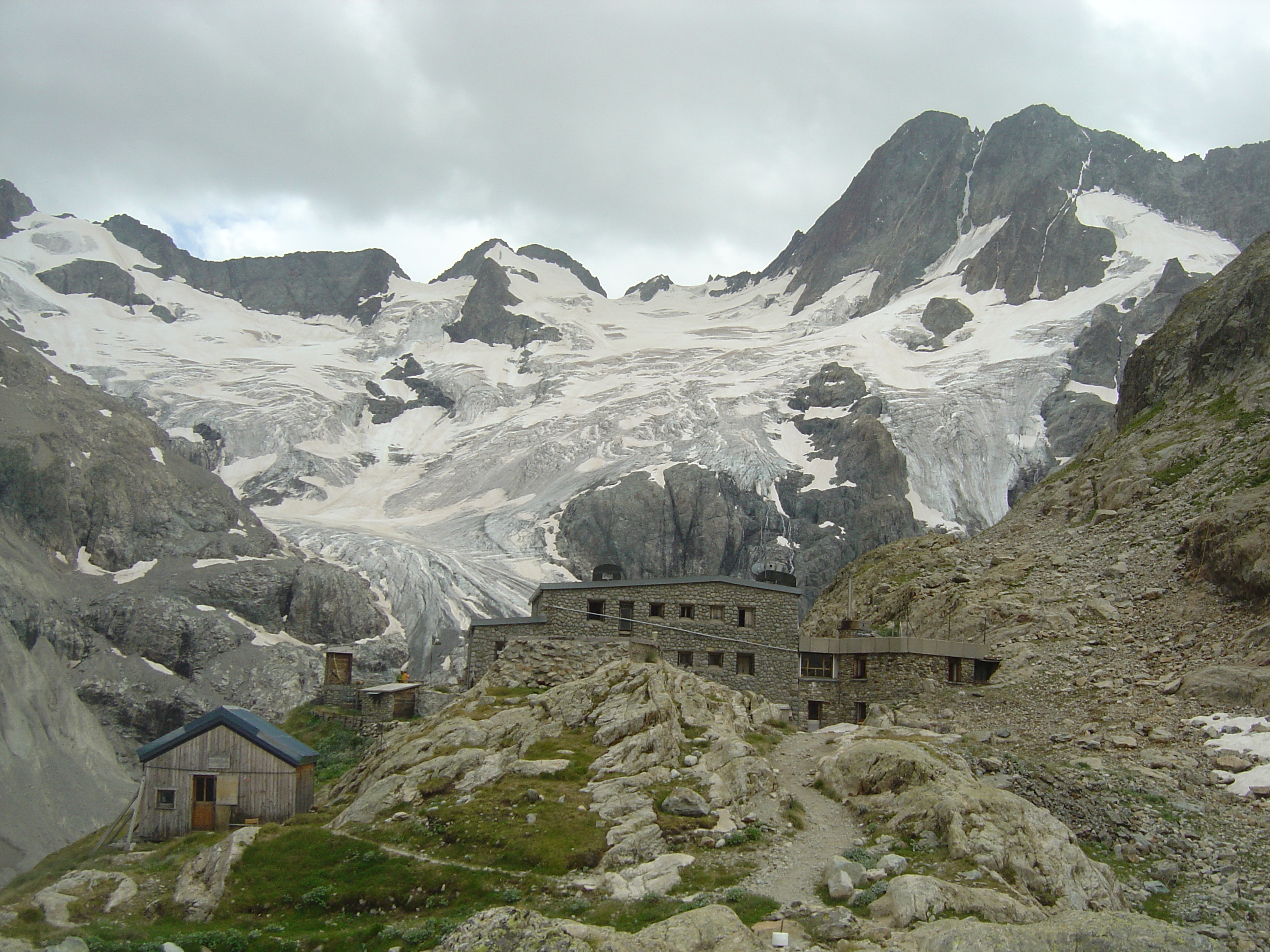
Das Refuge de la Pilatte vor dem Gletscher.
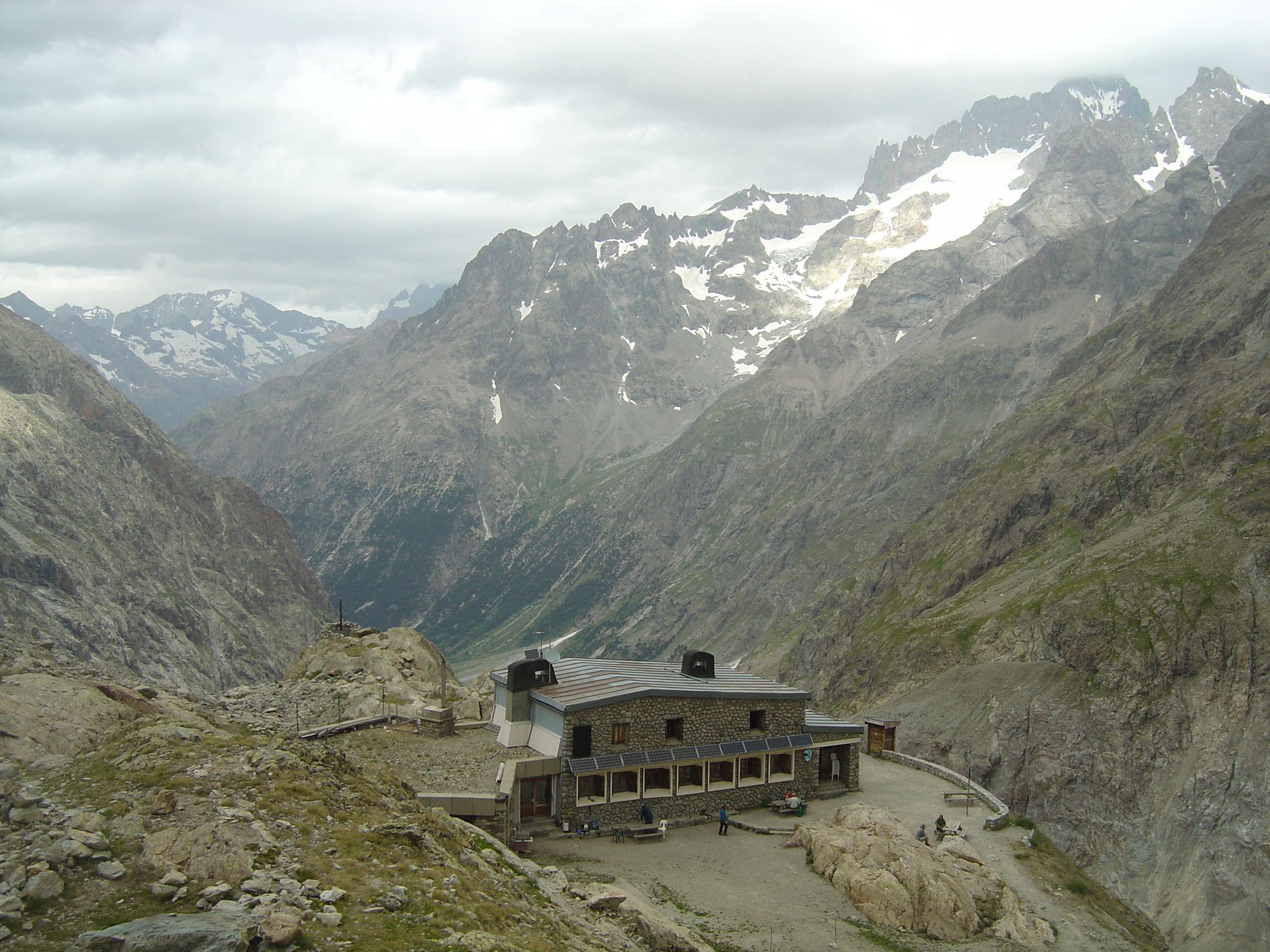
Pointe de la Pilatte
- Les Bans
- Pointe des Bœufs rouges
- Col du Sélé